# Sophira limbipennis
Sophira limbipennis es una especie de insecto del género Sophira de la familia Tephritidae del orden Diptera.

## Historia
Wulp la describió científicamente por primera vez en el año 1899.